# Atractodes punctulatus
Atractodes punctulatus là một loài tò vò trong họ Ichneumonidae.